# Orchis anthropophora
Orchis anthropophora — вид рослини родини орхідні.

## Назва
В англійській мові має назву «чоловіча орхідея» (англ. man orchid).

## Будова
Жовті квіти рослини схожі на людські фігури, тоді як верхня частина квітки формує «шолом».

## Поширення та середовище існування
Зростає у Середземномор'ї та Туреччині. Останнім часом місця зростання значно скоротилися.

## Галерея

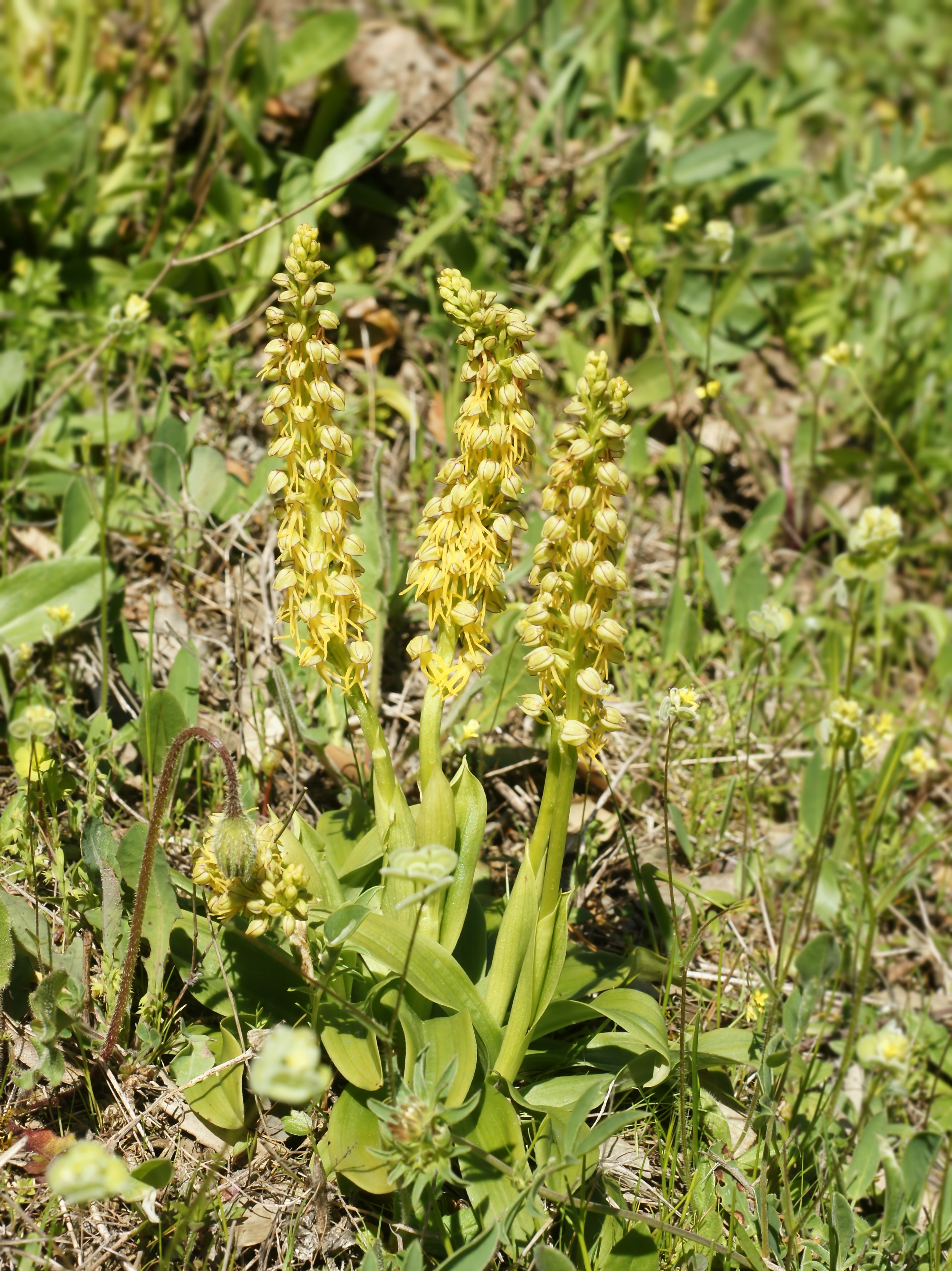
Зовнішній вигляд
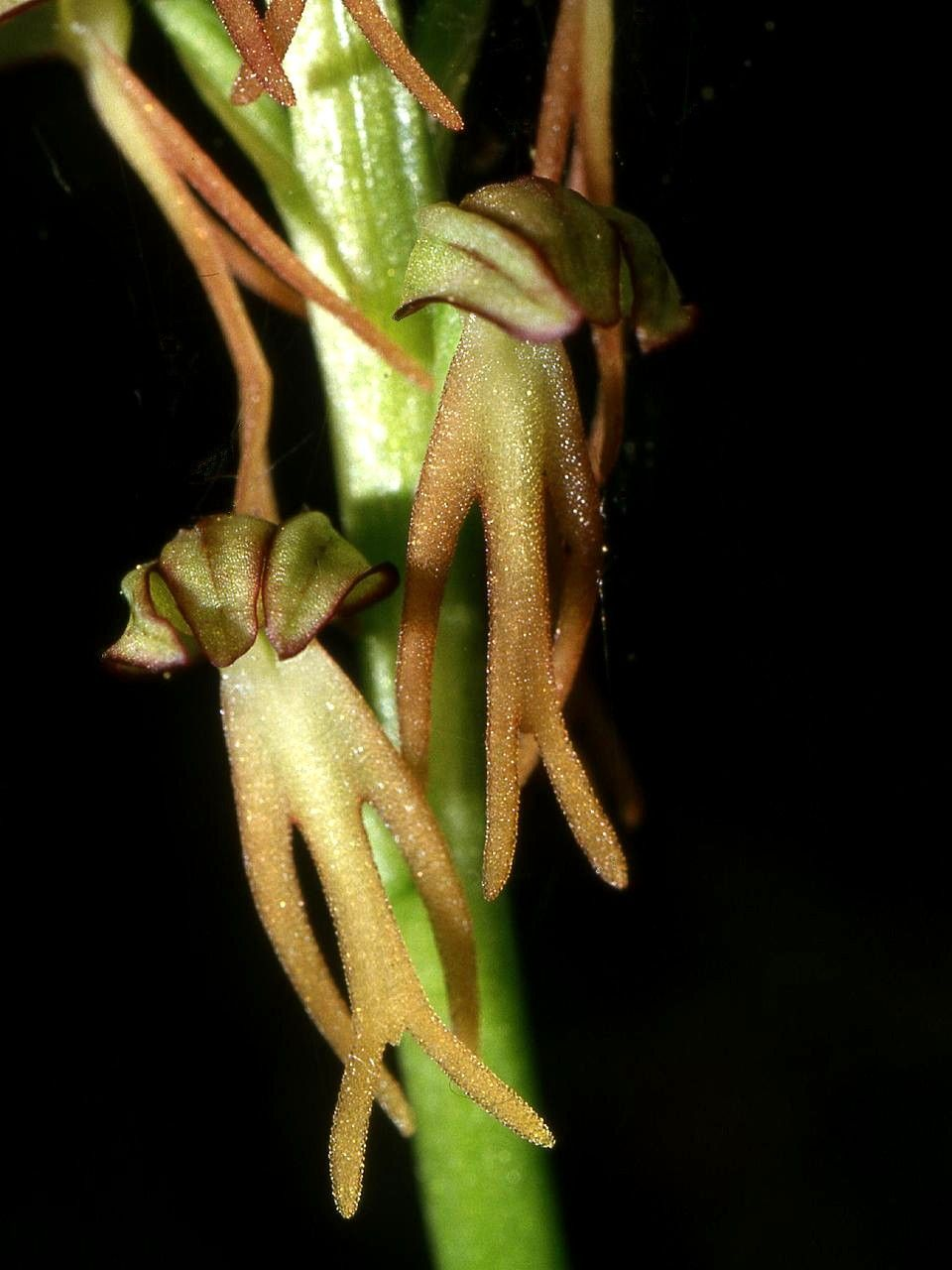
Квіти
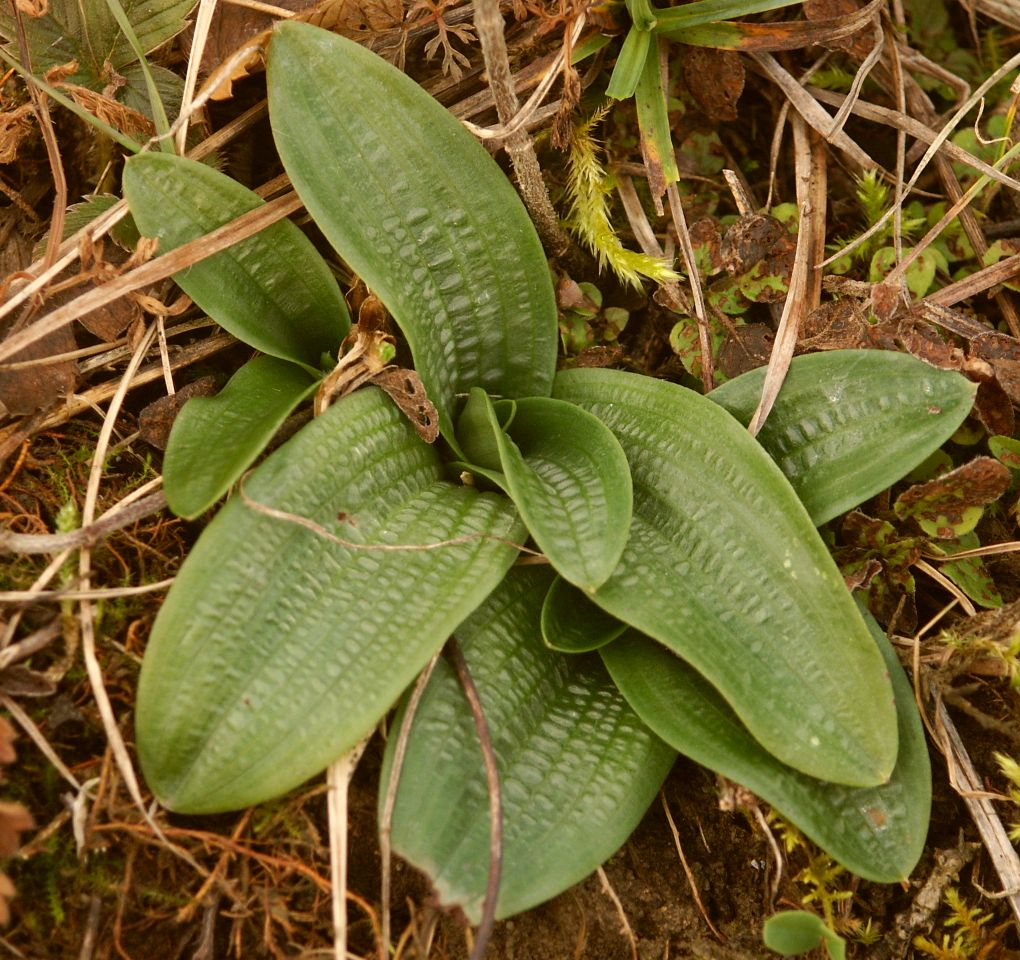
Розетка